# Битка при Мукден
Битката при Мукден е последната голяма сухопътна битка по време на Руско-японската война. Тя се води южно от град Мукден в Манджурия (сегашното име на града е Шънян, столица на провинция Ляонин в Китай). Започва на 20 февруари и приключва на 10 март 1905 г.
Руските войски (275 000 пехотинци, 16 000 кавалеристи и 1219 оръдия) са под командването на генерал Алексей Николаевич Куропаткин. Начело на японската императорска армия в състав 200 000 пехотинци, 7300 кавалеристи и 992 оръдия е фелдмаршал Ояма Ивао.

## Предистория
След битката при Ляоян (24 август — 4 септември 1904 г.), руските сили се оттеглят към река Ша Хо, южно от Мукден, и се прегрупират. От 5 до 17 октомври, по време на битката при Ша Хо, руснаците неуспешно контраатакуват, но все пак успяват временно да забавят японското настъпление. Втората руска контраофанзива е по време на битката при Сандепу (25 януари — 29 януари 1905 г.), но също се оказва неуспешна.
Падането на Порт Артур в ръцете на генерал Ноги, освобождава японската 3-та армия, която се придвижва на север в подкрепа на фронта край Мукден, в подготовка за атака на руските позиции.
През февруари 1905 г. войсковите резерви на японската армия намаляват чувствително. С пристигането на 3-та армия на генерал Ноги, цялата мощ на японците се съсредоточава край Мукден. Фактори като тежките загуби, суровия климат и пристигането на руския Балтийски флот, оказват натиск върху японския главнокомандващ, по-скоро да търси пълното унищожение на руските сили, отколкото да спечели още една победа, след която руснаците биха могли да се оттеглят навътре в Манджурия.

## Разположение на силите
Руската отбранителна линия, на юг от Мукден, е дълга около 135 км, с малка дълбочина и централен резерв. На десния фланг, разположен в равнина, е Втора манджурска армия под командването на генерал барон Александър Каулбарс, който е заменил злополучния генерал Оскар-Фердинанд Казимирович Грипенберг. В центъра се намира Трета манджурска армия, под командването на генерал Билдеринг, която държи главния път и железопътното трасе. Хълмистият терен на десния фланг се защитава от Първа манджурска армия, начело на която е генерал Николай Линевич. Към нея също така са прикрепени около две трети от руската кавалерия, с главнокомандващ Павел Карлович Рененкампф. Така генерал Куропаткин разполага силите си в чисто защитен план, от който би било трудно да се извърши офанзива, без да се отвори голяма празнина между линиите.
От японска страна, 1-ва и 4-та армии (под командването съответно на
генералите Куроки и Нозу) напредват от източната страна на железопътната линия, а 2-ра армия на генерал Оку – от западната. 3-та армия се държи в прикритие зад 2-ра, до началото на битката. Новосформираната 5-а армия на генерал Кавамура Кагеаки има за задача да извърши диверсия на източния фланг на руснаците. Тя е в доста малочислен състав — състои се само от 11-а дивизия от Порт Артур и запасняци.
Генерал Куропаткин е убеден, че главния японски удар ще дойде от планинската източна страна на отбраната му, доколкото японците са доказали ефективността си на подобен терен, а и присъствието на ветераните от 11-а дивизия в този район подсилва убеждението му.
Планът на японския фелдмаршал Ояма Ивао е да подреди петте си армии в полукръг и да обкръжи Мукден, отрязвайки по този начин пътищата за отстъпление на руснаците. Той издава изрична заповед, да се избягва битка в самия град. По време на цялата война, японците провеждат стриктна политика спрямо цивилните, целяща да се избягват жертви и да се задържи местното китайско население на тяхна страна — в ярък контраст с действията им по време на двете китайско-японски войни.

## Битката
Сражението започва на 20 февруари с атаката на японската 5-а армия срещу левия фланг на руската войска. На 27 февруари 4-та армия атакува десния фланг, докато други японски части също атакуват руските фронтови линии. На същия ден, 3-та армия започва движение по широка дъга, северозападно от Мукден.
До 1 март действията на източния и централния участък на фронта са предимно статични. Японците осъществяват няколко малки пробива, но с цената на тежки загуби. На 7 март обаче, генерал Куропаткин започва да изтегля войски от източния участък с цел да контраатакува напредването на японската 3-та армия на западния фланг. Той е толкова загрижен за движението на генерал Ноги, че решава лично да води контраатаката. Привижването на войските обаче не е добре координирано от руснаците и предизвиква хаос в редовете на Първа и Трета манджурска армии. Това е възможността, която японския фелдмаршал очаква и той променя заповедта си от „атакувай“ на „преследвай и унищожи“. Късното затопляне на времето също е на страната на японците – река Хън остава заледена и не е пречка за атаката.
Почти обкръжен и без надежда за победа, на 9 март генерал Куропаткин дава заповед за отстъпление на север към град Телин. То е затруднено от пробива на японците на задните руски линии зад река Хън – отстъплението се превръща в паническо бягство. Ужасът е толкова голям, че руснаците изоставят оръжията, припасите и дори ранените си.
На 10 март японците окупират Мукден.

## Последствия
Руските загуби включват огромен брой пленени и ранени. Също така руснаците изоставят по-голямата част от снаряжението си – в това число близо 500 оръдия. Страхувайки се от последващо японско настъпление, Куропаткин заповядва Телин да бъде подпален, и марширува с остатъка от армията си на север в продължения на десет дни – до новата отбранителна линия при Супинкай (сегашния град Сипин в провинция Дзилин, североизточен Китай).
Японските загуби също са големи – фелдмаршал Ояма Ивао губи почти четвърт от армията си. В хода на битката също така загиват и неизвестен брой от местното китайско население – всичко това я прави една от най-кръвопролитните дотогава.
Мукденското сражение е отразявано от кореспонденти на някои европейски вестници – например френския „Le petit parisien“.
Поражението на руснаците намира широк отзвук в Европа.
Падането на Мукден няма особено стратегическо значение, но загубата е една от причините през 1905 г. руския цар Николай II да поиска мир чрез посредничеството на американския президент Теодор Рузвелт.